# Trebur
Trebur is een gemeente in de Duitse deelstaat Hessen, en maakt deel uit van de Kreis Groß-Gerau.
Trebur telt 13.260 inwoners.

## Plaatsen in de gemeente Trebur
- Astheim
- Geinsheim
- Hessenaue
- Haushalten
- Kornsand
- Trebur

Biebesheim am Rhein ·
Bischofsheim ·
Büttelborn ·
Gernsheim ·
Ginsheim-Gustavsburg ·
Groß-Gerau ·
Kelsterbach ·
Mörfelden-Walldorf ·
Nauheim ·
Raunheim ·
Riedstadt ·
Rüsselsheim am Main ·
Stockstadt am Rhein ·
Trebur